# Beschorneria tubiflora
Beschorneria tubiflora är en sparrisväxtart som först beskrevs av Carl Sigismund Kunth och Carl David Bouché, och fick sitt nu gällande namn av Carl Sigismund Kunth. Beschorneria tubiflora ingår i släktet Beschorneria och familjen sparrisväxter. Inga underarter finns listade i Catalogue of Life.